# Hans Klaas
Hans Joachim Friedhelm Klaas (* 25. Oktober 1927 in Gronau (Westf.); † 9. Mai 2011 in Münster-Hiltrup) war ein deutscher Kaufmann und Unternehmer. Zusammen mit Hermann Kock war er Gründer und Eigentümer der Supermarktkette K+K Klaas & Kock.

## Leben
Hans Klaas lernte während seiner Lehrzeit bei der Edeka Hermann Kock kennen. Die beiden Freunde machten sich selbständig und gründeten 1950 die offene Handelsgesellschaft Firma Klaas & Kock. Diesen „Großhandel für Süßwaren“ bauten sie dann im Lauf der Jahre zur Supermarktkette K+K aus. Während sich Hermann Kock zur Jahreswende 1983/1984 aus dem  Unternehmen  zurückzog, war Hans Klaas auch nach seinem 80. Geburtstag noch aktiv an der Leitung der Firma beteiligt, die Anfang 2011 aus über 210 Super- und Verbrauchermärkten in Westfalen sowie im westlichen Niedersachsen mit mehr als 7000 Mitarbeitern bestand. 
Der Unternehmer erhielt für sein Wirken eine Reihe von Auszeichnungen. Für die Leistung als einer der „erfolgreichsten Regionalfilialisten der Bundesrepublik“ wurden Hans Klaas sowie seine Söhne Hans-Jürgen und Rolf 1995 mit dem von der Lebensmittel Zeitung verliehenen Goldenen Zuckerhut geehrt. 1999 verlieh ihm der Bundespräsident das Verdienstkreuz 1. Klasse des Verdienstordens der Bundesrepublik Deutschland.
Auch seine Heimatstadt Gronau hat Hans Klaas stets tatkräftig unterstützt. So förderte er finanziell in erheblichem Maße Kultur-, Schul- und Sportangebote ebenso wie soziale und kirchliche Einrichtungen. Seit der Premiere 1989 ist die Firma K+K zudem Generalsponsor des Gronauer Jazzfestes.
Hans Klaas war in zweiter Ehe mit Edith Klaas geborene Greve verheiratet. Das Ehepaar hat einen Sohn: Joachim. Aus der ersten Ehe mit Antonia van Triest stammen die Söhne Rolf und Hans-Jürgen.
Hans Klaas starb am 9. Mai 2011 im Alter von 83 Jahren im Herz-Jesu-Krankenhaus in Münster-Hiltrup. Seine letzte Ruhe fand er in der Familiengrabstelle auf dem Evangelischen Friedhof Gronau.

## Ehrungen
- Für sein Gesamtlebenswerk und sein persönliches Engagement verlieh ihm die Stadt Gronau am 1. April 2000 das Ehrenbürgerrecht.[3]
- Im Jahr 2021 wurde eine Straße in Gronau nach Hans Klaas benannt.[5]